# تهویه مطبوع اینونتر
تهویه مطبوع اینوِرتِری (به انگلیسی: Inverter Air Conditioner) نوعی سامانه تهویه مطبوع است که برای کنترل سرعت دور موتور کمپرسور، از اینورتر بهره می‌برد.
نسل قبلی سامانه‌های تهویه مطبوع به گونه‌ای کار می‌کردند که فقط شامل یک حالت (خاموش یا روشن ) بودند، یعنی در زمان روشن‌بودن با حداکثر دور و توان کار کرده و در زمان خاموش‌بودن کاملاً از کار می‌افتادند. ولی سامانه اینورتری مجهز به راه‌انداز فرکانس‌متغیر است که به دستگاه قابلیت کار با سرعت‌های متغیر می‌دهد و این فناوری در نهایت سبب کاهش توان مصرفی شده و مهم‌تر از آن، بازدۀ سیستم تهویۀ مطبوع را افزایش می‌دهد.